# Menschenwürde
Die Menschenwürde (seltener fachsprachlich auch Menschwürde) ist nach moderner Auffassung zum einen der Wert, der allen Menschen gleichermaßen und unabhängig von ihren Unterscheidungsmerkmalen wie Herkunft, Geschlecht, Alter, sexuelle Orientierung oder Status zugeschrieben wird, und zum anderen der Wert, mit dem sich der Mensch als Art über alle anderen Lebewesen und Dinge stellt. Als Rechtsbegriff umfasst die Menschenwürde in der deutschsprachigen Rechtsphilosophie und Rechtstheorie bestimmte Grundrechte und Rechtsansprüche der Menschen und ist von der umgangssprachlichen Bedeutung des Begriffes Würde zu unterscheiden.
Die Menschenwürde ist nach Auffassung von Christian Starck und anderer Staatsrechtler verwurzelt in einer christlichen Tradition sowie der antiken Philosophie und beinhalte damit eine bestimmte Sicht auf Menschenrechte (siehe auch: Krone der Schöpfung); der Philosoph Herbert Schnädelbach führt den Begriff auf die jüdische Religion sowie die Stoa zurück. Auf rechtsphilosophischer Ebene sind Menschenrechte u. a. durch Menschenwürde im deutschen Grundgesetz verankert. Auf rechtstheoretischer Ebene erhebt sich damit die Frage, inwiefern die Weiterentwicklung von Gesetzen, die die Grundrechte wie Meinungsfreiheit, Recht auf Selbstbestimmung, Schutz vor Folter und Hinrichtung, Recht auf Teilhabe oder Gesundheit einschränken, auf der Grundlage der Menschenwürde stattfinden kann. Innerhalb der deutschen Rechtstheorie wird die Vorstellung, dass die Menschenwürde als ein ethisches Grundprinzip zeitlos sei und als Maßstab über jeder Staatsform stehe, nicht uneingeschränkt vertreten, wiewohl die unantastbare Würde eines jeden Menschen gemäß Artikel 1 in Verbindung mit der Ewigkeitsklausel des deutschen Grundgesetzes im rechtlichen Geltungsbereich des Grundgesetzes uneingeschränkt gegeben ist.
Auf weltanschaulich-religiöser Ebene wird diskutiert, was unter Menschenwürde bei den rechtsethischen Fragen des Lebensbeginns und des Lebensendes verstanden wird. Aus psychologischer Sicht wurde der Begriff der Menschenwürde von dem schweizerisch-amerikanischen Psychiater Léon Wurmser konkretisiert. Er versteht die Scham als Hüterin der menschlichen Würde.
Andere Rechtstraditionen berufen sich oft nicht auf ein Prinzip der Menschenwürde, um Menschenrechte herzuleiten. Sie sehen Menschenrechte an sich als primäres unveräußerliches Gut oder Naturrecht an, oder leiten sie aus anderen Prinzipien her (z. B. Utilitarismus, Vertragstheorie).

## Geschichte

### Westlich-abendländische Tradition
Die Idee der Menschenwürde hat historisch tiefreichende Wurzeln. Vorläufer dessen, was heute unter „Menschenwürde“ verstanden wird, finden sich partiell bereits in der römischen Antike, im frühen Judentum und im Christentum. Zu letzteren zählen primär der Gedanke der Gottebenbildlichkeit des Menschen (Gen 1,27 ) und die daraus folgende fundamentale Gleichheit der Menschen. Der Gleichheitsgedanke manifestierte sich zunächst als „Gleichheit aller Gläubigen vor Gott“. Bei Paulus kommt diese Vorstellung radikal zum Ausdruck: „Es gibt nicht mehr Juden und Griechen, nicht Sklaven und Freie, nicht Mann und Frau; denn ihr alle seid ‚einer‘ in Christus Jesus.“ (Gal 3,28f ).

#### Antike
Die griechische Antike (Vorsokratiker, Platon, Aristoteles) kennt den Begriff der Menschenwürde nicht. Geht man davon aus, dass im humanum ein Ansatz zu suchen sei, dann sieht etwa Aristoteles dies in der Vernunft (logos). Menschenwürde nach dem Verständnis des Grundgesetzes ist jedoch ein Rechtsanspruch. Aus der Tatsache, dass der Mensch ein rationales Wesen ist, folgt für Aristoteles nicht, dass er bestimmte Ansprüche an Andere oder die Gesellschaft hat.
Auch aus der Nikomachischen Ethik lässt sich außer in der Erörterung der zwei Typen der Gerechtigkeit nur schwer ein Begriff der Menschenwürde herauslesen. Im Begriff der distributiven Gerechtigkeit etwa soll dem Einzelnen nach dem Prinzip der Würdigkeit und des Verdienstes zugeteilt werden. Die Würdigkeit bemisst sich danach, was jener für die Gemeinschaft geleistet hat. Anders sieht dies die römische Antike. Zwei Begriffe spielen dabei eine Rolle.
- die humanitas
- die dignitas

Grundlegend für den Begriff der humanitas ist das Werk Ciceros. Dort wird jedoch der Begriff als Unterscheidungskriterium zum Tier, nicht aber als personale Eigenschaft verstanden. Erst mit dem Konzept der dignitas ‚Würde‘, ‚Würdigkeit‘ können erste Ansätze zum Begriff der Menschenwürde gesehen werden. Einschlägig hierfür sind Ciceros Werke De re publica ‚Über den Staat‘ und De officiis ‚Vom pflichtgemäßen Handeln, Von den Pflichten‘.
1) Cicero betrachtet dignitas als gesellschaftliches Konzept in De re publica und De officiis
- als abstufbar. Im Rahmen seiner Verfassungsdiskussion (Königtum oder regnum, Aristokratie oder Demokratie) kritisiert er die Herrschaft des Volkes aus dem Grund, weil dann die Würde unbilligerweise gleichmäßig verteilt sei:

„[…] und wenn alles von einem noch so gerechten und maßvollen Volk geleitet, so ist doch eben die Gleichmäßigkeit unbillig dadurch, dass sie keine Stufen der Würde kennt.“

- als abgeleiteten Begriff. Würde ist für Cicero kein unabgeleiteter Begriff, sondern er lässt sich zurückführen auf andere Begriffe wie laus ‚Lob‘, honor ‚Ehre‘ oder auch gloria ‚Ruhm‘. So gibt es für ihn viele Arten von „Würden“ (dignitates) (vgl. Cic.rep. I,53).
- als eine unter vielen gleichberechtigten menschlichen Eigenschaften.
- als eine soziale Relation zwischen Individuum und Gemeinwesen. Diese Dimension bezeichnet die Nützlichkeit (utilitas) der Taten für die Gemeinschaft. Demnach sind nicht alle Taten nützlich für ein Gemeinwesen und steigern damit auch nicht die Würde des einzelnen. Auch muss die Nützlichkeit dem Urteil der Gemeinschaft überlassen werden.
- als eine persönlich zu erwerbende Eigenschaft. Würde muss verdient werden.

Hieraus wird deutlich, dass Cicero durchaus in der aristotelischen Tradition steht, wonach Würde und Würdigkeit immer bezogen sind auf die persönliche Leistung eines einzelnen für sein Gemeinwesen. Würde muss man sich verdienen und man kann sie verlieren. Für Cicero, der die Leistungen Cäsars anerkannte, war Cäsar sowohl praktisch-politisch wie auch theoretisch ein Problem. Man kann sogar so weit gehen und sagen, dass Cicero seine Ideen an Cäsar geschärft hat. So erkennt er zwar die Leistungen Cäsars für das Gemeinwesen an, nicht jedoch den Schritt Cäsars, als er diese einfordert. Dignitas ist demnach kein unbedingter Anspruch, den man aus Leistungen unmittelbar ableiten kann. Cicero weist darauf hin, dass das Gemeinwesen die letzte Urteilsinstanz dafür bleibt und nicht der einzelne. Cäsar hatte mit dem Überschreiten des Rubicon (und der Vertreibung des Senats) etwas eingefordert, was man nicht einfordern kann.
2) Ciceros Konzept einer angeborenen Würde des Menschen in De officiis
Dem gesellschaftlichen Konzept von Würde setzt Cicero ein Konzept von menschlicher Würde entgegen. Diese Würde, so scheint es, kann nicht aberkannt werden. Dort, wo Cicero vom Menschen im Gegensatz zum Tier redet, billigt er allen Menschen eine Würde zu.
Frage: Marcus, wodurch oder weshalb erhält ein Mensch seine Würde? Cicero: Weil wir alle an der Vernunft teilnehmen, an dieser Vorzüglichkeit, mit der wir die Tiere übertreffen. (Cic.off. I,106)
Frage: Und was muss man tun, um sich diese Würde, die uns als Menschen zuteil wird, zu bewahren? Cicero: Die Lust ist der Vorzüglichkeit des Menschen nicht würdig genug, so dass es nötig ist, sie zu verachten und zurückzuweisen. (Cic.off. I,106)
Würde erhält der Mensch demnach, weil er im Gegensatz zum Tier vernünftig ist, und zwar zunächst unabhängig von seinen Leistungen. Er muss sich diese Würde durch ein entsprechendes Verhalten (kein Luxus, keine Prunksucht) aber bewahren. Wie ist das zu verstehen und wie passt das mit Ciceros gesellschaftlichem Konzept von Würde zusammen? Gängige Interpretationen gehen davon aus, dass der Mensch zunächst eine natürliche und mit der Geburt gelieferte (nicht jedoch angeborene, die man ja nicht verlieren kann!) Würde besitzt. Allerdings kann er diese Würde erhalten, vergrößern oder ganz oder teilweise verlieren. Dies hängt ganz von seinen Leistungen ab, wie sie unter 1.) beschrieben wurden. Man könnte dies vergleichen mit einem Glas, das bei der Geburt mit einer bestimmten Menge Flüssigkeit (= Würde) gefüllt ist. Im Laufe des Lebens kann die Flüssigkeit zu- oder abnehmen.
Fasst man die antike Auffassung von Menschenwürde nochmals zusammen, so lässt sie sich auf zwei Eigenschaften reduzieren. Würde ist
- abstufbar, weil abhängig von den Taten, dem Charakter und der Gesinnung des einzelnen in Bezug auf seine Nützlichkeit für die Gemeinschaft, und
- veräußerlich, da man seiner Würde verlustig gehen kann, wenn man inhonestum (Unsittliches) und indecorum (Ungebührliches) tut.

Damit wird aber auch deutlich, dass in der Antike dort, wo vom Menschen als Gattungswesen der Begriff einer unveräußerlichen Würde/Würdigkeit fehlt, und dort wo von Würde die Rede ist, diese nicht als universeller Anspruch, sondern als persönlicher formuliert ist.
Im frühen Christentum spielt die Menschenwürde eine Rolle, wird aber unterschiedlich verstanden.

#### Renaissance
Giovanni Pico della Mirandola gab 1486 mit seinem Traktat „Oratio de hominis dignitate“ („Rede über die Würde des Menschen“) einen wesentlichen Impuls für die Diskussion um die Würde des Menschen. Für Mirandola erwächst die Würde des Menschen aus der Fähigkeit, seine Existenz als Mensch selbst zu schaffen. Thomas Hobbes lehnt die Idee einer dem Menschen inhärenten Würde ab. Er bemisst sie anhand des Mehrwerts, den das Individuum schafft. „The Value, or Worth, of man, is as of all other things, his Price; [...] and therefore is not absolute; but a thing dependant on the need and judgment of another.“

#### Aufklärung
Zu einem umfassenden philosophischen Konzept ausformuliert wurde der Begriff der Menschenwürde aber erst im Zuge der europäischen Aufklärung im 17. und 18. Jahrhundert.
Samuel von Pufendorf (1632–1694) erklärt:

„Der Mensch ist von höchster Würde, weil er eine Seele hat, die ausgezeichnet ist durch das Licht des Verstandes, durch die Fähigkeit, die Dinge zu beurteilen und sich frei zu entscheiden, und die sich in vielen Künsten auskennt.“

Damit verbindet Pufendorf die Idee der Menschenwürde mit der Idee der Seele, mit der Idee der Vernunft und mit der Idee der (Entscheidungs-)Freiheit.

### Islam
Laut der Präambel der Kairoer Erklärung der Menschenrechte im Islam wird dem Menschen Würde zuteil. Hergeleitet wird dies – wie die gesamte Erklärung – „aus dem edlen Koran und der reinen Sunna des Propheten.“ Als eine Belegstelle wird Sure 17 Vers 70 angesehen: „Nun haben wir fürwahr den Kindern Adams (Menschen-)Würde verliehen […] und sie weiter über alle Dinge unserer Schöpfung begünstigt.“

### Buddhismus und Konfuzianismus
Auch außereuropäische Religionen und Philosophien wie der Buddhismus und der Konfuzianismus kennen die Anerkennung des Werts und der Würde des einzelnen Menschenlebens. Diese findet Gregor Paul beim chinesischen Philosophen Menzius (ca. 370–290 v. Chr.).
Mit Peng-chun Chang war ein Chinese maßgeblich an der Ausarbeitung der Allgemeinen Erklärung der Menschenrechte beteiligt, die in der Präambel und in Art. 1 auf die Menschenwürde Bezug nimmt.

### Deutsche Geschichte

#### Weimarer Reichsverfassung
Die Weimarer Reichsverfassung von 1919 bestimmte in Art. 151 zu Beginn des Fünften Abschnitts „Das Wirtschaftsleben“:

„Die Ordnung des Wirtschaftslebens muss den Grundsätzen der Gerechtigkeit mit dem Ziele der Gewährleistung eines menschenwürdigen Daseins für alle entsprechen.“

Die Formulierung ging zurück auf Ferdinand Lassalle, den ersten Präsidenten des 1863 gegründeten Allgemeinen Deutschen Arbeitervereins.

#### Zeit des Nationalsozialismus
Nach der „Machtergreifung“ durch die Nationalsozialisten am 30. Januar 1933 wurde die Weimarer Reichsverfassung Stück für Stück außer Kraft gesetzt beziehungsweise durch neue Rechtsgrundsätze ersetzt, wie etwa das Verbot anderer Parteien. Statt Menschenwürde hieß es nun: „Recht ist, was dem Volke nützt!“ und „Der Führer schützt das Recht!“ Die Weltanschauung des Nationalsozialismus mit seinem Rassismus und Antisemitismus, seiner Theorie vom „Lebensraum“ und vom „Untermenschen“, seinem Sozialdarwinismus widersprach den demokratischen Traditionen. Die Verneinung der menschlichen Würde findet besonders während des Zweiten Weltkriegs in den Konzentrations- und Vernichtungslagern, in der so genannten „Euthanasie“ („Aktion T4“), im Kommissarbefehl zur Ermordung der politischen Kommissare der Roten Armee, dem Nacht- und Nebel-Erlass und den weiteren „Führerbefehlen“ ihren Höhepunkt. Den Gipfel der Menschenverachtung unter Hitler stellt der Holocaust dar, mit dem Völkermord an 6 Millionen europäischen Juden.
Die meisten dieser Gesetze, Befehle und Erlasse wurden von den Alliierten nach 1945 schrittweise aufgehoben. Aber erst in den 1980er Jahren wurden die NS-Gerichtsurteile in ihrer Gesamtheit für nichtig erklärt.

#### Verfassungen der DDR
Anknüpfend an die Weimarer Reichsverfassung bestimmte Art. 19 (Wirtschaftsordnung) der Verfassung der DDR vom 7. Oktober 1949:

„Die Ordnung des Wirtschaftslebens muß den Grundsätzen sozialer Gerechtigkeit entsprechen; sie muß allen ein menschenwürdiges Dasein sichern.“

Art. 19 der Verfassung der DDR vom 6. April 1968:

„Achtung und Schutz der Würde und Freiheit der Persönlichkeit sind Gebot für alle staatlichen Organe, alle gesellschaftlichen Kräfte und jeden einzelnen Bürger. […]“

Ob insbesondere die staatlichen Organe das Gebot beachteten oder ignorierten, war mangels einer Kontrolle ihrer Maßnahmen durch ein Verfassungsgericht oder Verwaltungsgerichte nicht überprüfbar.

### Aktuelle Entwicklungen
Aufgrund ihrer Herkunft wird die Idee der Menschenwürde von einigen außereuropäischen Kritikern als rein westlich und kulturell gebunden angesehen.
Der Vorstellung der grundsätzlichen Menschenwürde widerspricht die utilitaristische Philosophie. Prominentester Vertreter in der Diskussion der 1980er und 1990er Jahre war der Australier Peter Singer. In seiner Ethik vertritt er – an Werner Catel und Joseph Fletcher anknüpfend – die Ansicht, dass Menschenwürde und mit ihr das „Recht auf Leben auf die Fähigkeit, weiterleben zu wollen, oder auf das Vermögen, sich als kontinuierliches mentales Subjekt zu betrachten, gegründet werden muss[.]“
Eine philosophische Begründung der Menschenwürde wurde von Vertretern der Diskursethik wie etwa Dietrich Böhler vorgelegt. Dort wird im kritischen Rekurs auf Immanuel Kant die Ansicht vertreten, dass in der Fähigkeit zum Diskurs, zum rationalen Argumentieren bzw. überhaupt zum Äußern einer Position, die selbst Anspruch auf Geltung erhebt, implizit die Verpflichtung zur Anerkennung der Menschenwürde aller möglichen Diskurspartner (aller Menschen) enthalten sei und philosophisch erwiesen werden könne.
In Bezug auf die Menschenwürde unterschied Dieter Birnbacher vier, seine Grundrechte ausmachenden Elemente: Versorgung mit den biologisch notwendigen Existenzmitteln, Freiheit von starkem und fortdauerndem Schmerz, minimale Freiheit und minimale Selbstachtung.
In Deutschland kam es in den 1990er-Jahren unter anderem in der politischen Auseinandersetzung um die Gentechnologie, die Abtreibung oder etwa die pränatale Diagnostik zu Diskussionen darüber, wie weit die Menschenwürde reicht. In der Ethikdebatte um das Embryonenschutzgesetz etwa wurde dem menschlichen Embryo – im Rückgriff auf Kants Definition – eine personale Menschenwürde, also ein absolutes und unverfügbares Existenzrecht zugesprochen, um ihn jeder technischen und ökonomischen Nutzung zu entziehen. Dieses Speziesargument ist eines der vier SKIP-Argumente. Hintergrund der Ethikdebatte war die Befürchtung, dass der Mensch nicht nur einer industrialisierten Umwelt ausgesetzt wird, sondern zum Produkt der industriellen Gestaltung des Lebens selbst werden könnte, und seine biologische Ausgestaltung sich letztlich ökonomischen Verwertungsinteressen nicht mehr entziehen könnte.

## Menschenwürde bei Kant
„Der Mensch als ‚Zweck an sich‘ darf nie nur ‚Mittel zum Zweck‘ sein.“

Der Philosoph Immanuel Kant hat in seiner Grundlegung zur Metaphysik der Sitten die Achtungswürdigkeit und die Menschenwürde an sich im weitesten Sinne definiert. Das Grundprinzip der Menschenwürde besteht für ihn in der
- Achtung vor dem Anderen,
- der Anerkenntnis seines Rechts zu existieren und
- in der Anerkenntnis einer prinzipiellen Gleichwertigkeit aller Menschen.

Kant geht davon aus, dass der Mensch ein Zweck an sich sei und demnach nicht einem ihm fremden Zweck unterworfen werden darf. Das heißt: Die Menschenwürde wird verletzt, wenn ein Mensch einen anderen bloß als Mittel für seine eigenen Zwecke benutzt – etwa durch Sklaverei, Unterdrückung oder Betrug:

„Die Wesen, deren Dasein zwar nicht auf unserem Willen, sondern der Natur beruht, haben dennoch, wenn sie vernunftlose Wesen sind, nur einen relativen Wert, als Mittel, und heißen daher Sachen, dagegen vernünftige Wesen Personen genannt werden, weil ihre Natur sie schon als Zwecke an sich selbst, d. i. als etwas, das nicht bloß als Mittel gebraucht werden darf, auszeichnet, mithin so fern alle Willkür einschränkt (und ein Gegenstand der Achtung ist).“

Die Ansichten Kants finden sich heute in der Objektformel wieder, mit der eine Verletzung der Menschenwürde verfassungsrechtlich bestimmt wird. Auf Kant geht auch die Idee von der sittlichen Autonomie des Menschen zurück.

## Nationale Rechtsordnungen
Die Verfassungen vieler Demokratien schützen Rechte und Freiheiten an sich, ohne Bezug auf ein Prinzip der Menschenwürde. Die Bill of Rights von 1791 beispielsweise benennt als unveräußerliche Rechte „Recht auf Leben und Freiheit und dazu die Möglichkeit, Eigentum zu erwerben und zu behalten und Glück und Sicherheit zu erstreben und zu erlangen“.
Als (zum Teil oberstes) Prinzip der Verfassungsordnung wird die Menschenwürde in folgenden Mitgliedstaaten der Europäischen Union genannt:
- Deutschland – Art. 1 Grundgesetz,
- Estland – Art. 10 der estnischen Verfassung,[18]
- Griechenland – Art. 2 der griechischen Verfassung,[19]
- Portugal – Art. 1 der portugiesischen Verfassung,[20]
- Spanien – Art. 10 der spanischen Verfassung,[21]
- Italien – Art. 3 der italienischen Verfassung,[22]
- Finnland – Art. 1 des finnischen Grundgesetzes,[23]
- Schweden – Art. 2 der schwedischen Verfassung,[24]
- Irland – Präambel der irischen Verfassung,[25]
- Belgien – Art. 23 der belgischen Verfassung.[26]

Auch in
- der Bundesverfassung der Schweiz (Art. 7),
- in der Verfassung Südafrikas (§ 10)[27] sowie
- in der Verfassung Kenias (Art. 28)[28]

wird die Menschenwürde ausdrücklich genannt.
Zudem enthält der Vertrag über eine Verfassung für Europa von 2004, in Teil I Artikel I-2, sowie Art. 2 des Vertrags über die Europäische Union den Schutz der Menschenwürde.

### Deutschland

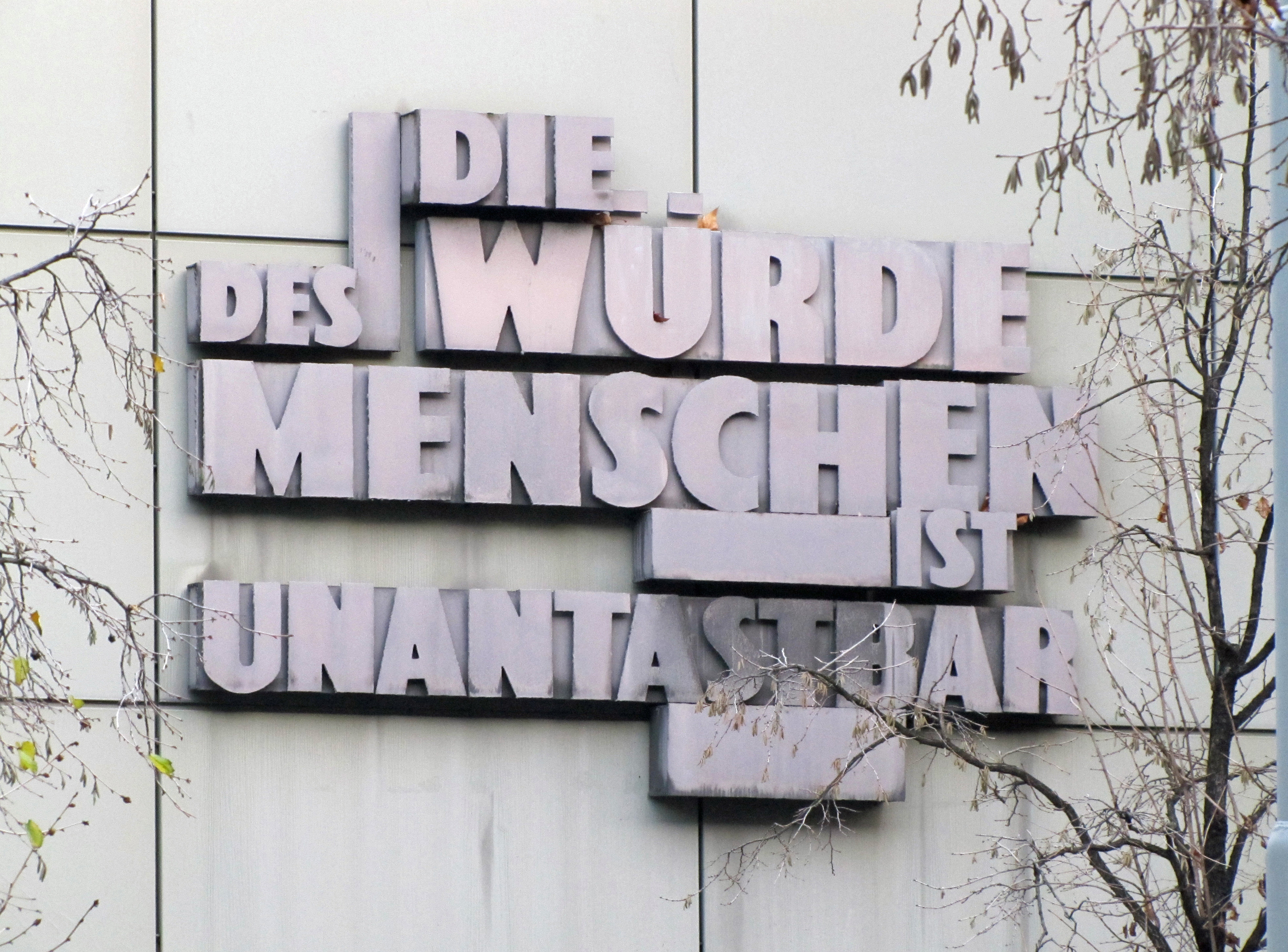
Am Landgericht in Frankfurt am Main

#### Definition: Was ist Menschenwürde?
Die Achtung der Menschenwürde durch den Staat und seine Vertreter ist in Art. 1 Abs. 1 GG festgeschrieben:
Das Bundesverfassungsgericht bestimmte den Begriff der Menschenwürde in einer Vielzahl seiner Entscheidungen. Das Gericht betont dabei den Wert- und Achtungsanspruch, der dem Menschen kraft seines Menschseins zukommt. Dieser Wert- und Achtungsanspruch besteht unabhängig von den Eigenschaften eines Menschen, seinen körperlichen oder geistigen Befähigungen und Leistungsfähigkeiten und seinem sozialen Status. Das Bundesverfassungsgericht führte etwa 1992 zum Begriff der Menschenwürde aus.

„Mit ihm ist der soziale Wert- und Achtungsanspruch des Menschen verbunden, der es verbietet, den Menschen zum bloßen Objekt des Staates zu machen oder ihn einer Behandlung auszusetzen, die seine Subjektqualität prinzipiell in Frage stellt. Menschenwürde in diesem Sinne ist nicht nur die individuelle Würde der jeweiligen Person, sondern die Würde des Menschen als Gattungswesen. Jeder besitzt sie, ohne Rücksicht auf seine Eigenschaften, seine Leistungen und seinen sozialen Status. Sie ist auch dem eigen, der aufgrund seines körperlichen oder geistigen Zustands nicht sinnhaft handeln kann. Selbst durch ‚unwürdiges‘ Verhalten geht sie nicht verloren. Sie kann keinem Menschen genommen werden. Verletzbar ist aber der Achtungsanspruch, der sich aus ihr ergibt.“

Die Menschenwürde steht jedem kraft seines Menschseins zu. „[D]ieser Eigenwert [ist] als etwas immer Seiendes, als etwas unverlierbar und unverzichtbar immer Vorhandenes gedacht, so daß von vornherein der Wertanspruch des Wertträgers nicht darauf gerichtet sein kann, ihm durch positives Tun diesen Wert zu verschaffen.“ Art 1. Abs. 1 GG verrechtlicht damit – so Dürig – einen Grundsatz, der als individueller und gesellschaftlicher Achtungsanspruch schon immer existierte.

#### Gehalte

##### Menschenwürde als „oberster Verfassungswert“
Die Menschenwürde ist nach ständiger Rechtsprechung des Bundesverfassungsgerichts die oberste Wertentscheidung des Grundgesetzes und das Konstitutionsprinzip der deutschen Rechtsordnung. Als „oberster Verfassungswert“ ersetzt sie den in anderen Verfassungen aufgeführten Gottesbezug. Die außerordentliche Stellung der Menschenwürde wird durch die Aufnahme in die Ewigkeitsklausel unterstrichen. Dadurch wird der Anwendungsvorrang des EU-Rechts über die Identitätskontrolle eingeschränkt. Die Menschenwürde kann nicht durch andere Rechtsnormen eingeschränkt werden, sondern steuert deren Auslegung, indem sie immer „menschenwürdekonform“ angewandt werden müssen.

„Wo alles zerbröselt, was herkömmlich der Gesellschaft Zusammenhalt bot, christliche Religion und kulturelle Überlieferung, bürgerliche Lebensform und nationale Solidarität, findet die Gesellschaft zur Einheit im Bekenntnis zur Menschenwürde und erlangt so etwas wie einen Zustand moralischer Grundsicherheit, in dem ein jeder einem jeden ein Minimum an Vertrauen entgegenbringen darf. [...] In der Menschenwürde stößt die demokratische Gesellschaft auf ein Tabu. [...] [D]ie Wahrheit, die sich hier auftut, steht nicht zur Diskussion. Niemand rührt an sie, jedermann akzeptiert sie fraglos. Das Tabu stiftet auf seine Weise nationale Identität. Der Verfassungsartikel erweist sich damit auch als Glaubensartikel einer Zivilreligion.“

Die Gewährleistung der Menschenwürde als höchsten Wert der Verfassungsordnung hat kein Vorbild in anderen westlichen Verfassungen. Ihre Einfügung in das Grundgesetz 1949 ist auf die Erfahrungen der deutschen Geschichte zurückzuführen. Es handelt sich um eine Umkehrung der kollektivistischen Ideologie im Dritten Reich, die dem Einzelnen keinen eignen Wert zusprach und ihn nur als Teilelement der Gesellschaft verstand. Der Staat existiert in der Ordnung des Grundgesetzes um des Menschen willen – nicht umgekehrt. Die damalige Diskriminierung von Juden und Behinderten wurde mit deren angeblich minderwertigem Menschsein begründet („Untermensch“). Das Grundrecht ist als bewusste Reaktion auf die massive Missachtung der Würde des Menschen durch den NS-Staat zu verstehen. Bereits 1946 hatte die Verfassung des Freistaats Bayern zur Achtung der „Würde der menschlichen Persönlichkeit“ verpflichtet.

##### Abwehrrecht
Art. 1 Abs. 1 Satz 2 formuliert den Doppelcharakter der Menschenwürdegarantie. Die Würde ist zum einen „zu achten“. In diesem Sinne stellt sie ein Abwehrrecht gegen staatliche Eingriffe dar, die die Würde beschränken. Ein solcher Fall liegt vor, wenn eine Person „zum bloßen Objekt der Staatsgewalt herabgewürdigt“ wird, wenn das Individuum zu einem Mittel zum Zweck verkommt, wodurch seine Subjektqualität negiert wird. Ein Verstoß gegen die Menschenwürde ist daher jede quantifizierende Betrachtungsweise menschlichen Lebens, also z. B. die Abwägung vieler Menschenleben gegen ein einzelnes. Es ist unzulässig, menschliches Leben zum Schutz anderer Leben zu opfern, und zwar auch dann, wenn die Betroffenen aller Wahrscheinlichkeit nach nur noch wenige Minuten zu leben haben. Diese Objektformel, die an das kantische Instrumentalisierungsverbot anknüpft, erlangte ihre Bedeutung durch Günter Dürig. Das Bundesverfassungsgericht griff verschiedentlich auf die Objektformel zurück, es hat sie jedoch als unzureichend erachtet.
In jedem Fall unzulässig sind staatliche Maßnahmen, die das Individuum seiner Subjektqualität berauben. Neben der Herabwürdigung zum Objekt fallen darunter Erniedrigung, Brandmarkung, Ächtung, Folter, Sklaverei, Leibeigenschaft und Stigmatisierung. Auch das Brechen der Identität (z. B. im Rahmen eines Verhörs) verletzt die Menschenwürde. Dahinter reihen sich Schutzmaßnahmen zur Wahrung der menschlichen Identität wie das Recht, sich nicht selbst zu belasten (Aussageverweigerungsrecht); das Verbot des Einsatzes von Lügendetektoren, wenn eine Einwilligung des Betroffenen fehlt; oder die Androhung, ein Wahrheitsserum zu verabreichen, was als Verstoß gegen das Folterverbot angesehen wird. Der EGMR beschäftigte sich mit dem Szenario, ob die Androhung von Folter schon Folter ist, im Fall Gäfgen v. Germany. Auch § 136a StPO steht in unmittelbarem Zusammenhang mit der Verpflichtung des Staates aus Art. 1 GG, die Würde des Menschen zu achten. Darüber hinaus untersagt sind Handlungen der Staatsgewalt, die die Gleichheit aller Menschen verneinen, rassistische Diskriminierung oder Ähnliches. „[J]eder Einzelne [muss] als gleichberechtigtes Glied mit Eigenwert anerkannt werden […].“ Die lebenslange Freiheitsstrafe ist indessen erlaubt, sofern der Verurteilte der Freiheit durch Möglichkeit der Haftüberprüfung wieder teilhaftig werden kann. Auch die Sicherungsverwahrung ist konform mit der Menschenwürde, wenn ausreichend Behandlungsmöglichkeiten zur Verfügung stehen.
Der Lockspitzel-Einsatz kann nach der Rechtsprechung des Bundesverfassungsgerichts in die Menschenwürde eingreifen. Zur Verfassungsmäßigkeit des DNA-Identitätsfeststellungsgesetzes (DNA-IFG) sowie zum Grundrecht auf informationelle Selbstbestimmung siehe die Rechtsprechung des Bundesverfassungsgerichts.
Art. 1 Abs. 1 GG ist unbestritten eine Rechtsnorm, der ein hoher normativer Gehalt zukommt, und nicht nur eine programmatische Bekundung einer Präambel. Strittig ist hingegen, ob aus Art. 1 Abs. 1 ein Individualgrundrecht abgeleitet werden kann. Das Bundesverfassungsgericht bejaht die Grundrechtsqualität des Art. 1 GG, da die Menschenwürde unter der Überschrift vor Art. 1 GG („Die Grundrechte“) steht. Damit stellt sich das Gericht gegen den Wortlaut des Art. 1 Abs. 3 GG, der seinem Wortlaut nach „Die nachfolgenden Grundrechte“ erwähnt. Wegen ihrer Grundrechtsqualität sind alle (einfachgesetzlichen) Bestimmungen im Lichte der Menschenwürde auszulegen und eine Norm ist mithin verfassungswidrig, wenn sie einen Verstoß gegen Art. 1 Abs. 1 GG darstellt. Auch die herrschende Lehrmeinung im Schrifttum begreift die Menschenwürde als Grundrecht. Der Lehrstreit ist indessen von geringer praktischer Bedeutung, weil die Ansprüche aus den spezielleren Grundrechte zuerst geltend zu machen sind. Handelt es sich um Fragen der Haft(-bedingungen), so sind in erster Linie die Freiheit der Person oder das Recht auf körperliche Unversehrtheit einschlägig. Wird die Menschenwürde als innerster Kern aller Grundrechte im konkreten Einzelfall korrekt angewandt, erübrigt sich somit zumeist der Rückgriff auf Art. 1 Abs. 1. Damit ist die Menschenwürdegarantie des Grundgesetzes zum einen eine Schranken-Schranke für Grundrechtseinschränkungen, zum anderen kann der Schutz der Menschenwürde Eingriffe in andere Grundrechte legitimieren.
Das Grundgesetz listet gleich im Anschluss an Art. 1 GG diejenigen Grundrechte auf, die sich aus der Würde des Menschen ergeben, etwa das Recht auf freie Entfaltung seiner Persönlichkeit, die Gleichheit aller vor dem Gesetz, die Glaubens- und Gewissensfreiheit, die Meinungs- und die Versammlungsfreiheit, das Recht auf Eigentum und Unverletzlichkeit der Wohnung etc.

##### Schutzpflicht
Die zweite Dimension des grundgesetzlichen Menschenwürdeschutzes bildet die Pflicht der Staatsgewalt, nicht nur entwürdigende Eingriffe zu unterlassen, sondern sie aktiv in der Gesellschaft zu verhüten. Der Staat und seine Gerichte müssen darauf hinwirken, dass nicht nur die öffentliche Gewalt, sondern auch Dritte die Menschenwürde jedes Einzelnen achten. Diese Schutzpflicht wird in erster Linie objektiv-rechtlich verwirklicht, indem der Gesetzgeber proaktiv Recht setzt, wobei ihm ein erheblicher Handlungsspielraum zusteht. Die Würde der Frauen und Mädchen gebietet es beispielsweise, Regelungen zu erlassen, die Genitalverstümmelungen unter Strafe stellen. Im Gegensatz zu anderen Grundrechten ist die (objektive) Schutzpflicht schon im Wortlaut des Art. 1 GG („zu schützen“) angelegt. Für die Feststellung eines Eingriffs in die Würde des Menschen ist es unerheblich, ob die betroffene Person einwilligt. Das Bundesverwaltungsgericht erachtete daher Peepshows als nicht genehmigungsfähig und urteilte, dass Laserdrome-Anlagen (Laserdrome-Entscheidung) gegen die Würde des Menschen verstößen.
Die Schutzpflicht kann in gewissen Konstellationen, ausgehend von der objektiv-rechtlichen Dimension des Grundrechts, resubjektiviert werden. Sie begründet insoweit ein subjektives, d. h. einklagbares, Recht. Beispiele dafür sind das Verbot der Todesstrafe oder das Auslieferungsverbot.
Alle staatliche Gewalt muss die Menschenwürde schützen – damit unterscheidet sich die Schutzpflicht des Art. 1 Abs. 1 grundlegend von derjenigen anderer Grundrechte. Während sich die grundrechtliche Schutzpflicht grundsätzlich in einem Auftrag für den Gesetzgeber zeigt, bindet die Menschenwürdegarantie die Rechtsanwendung (Gerichte und Verwaltungen) gleichermaßen. Der Gesetzgeber hat dafür zu sorgen, dass der Anspruch auf Bewahrung der eigenen Würde vor Gericht effektiv durchgesetzt werden kann. Der Staat kommt seiner Schutzpflicht denn auch nach, indem er private Handlungen, die die Menschenwürde verletzen, unter Strafe stellt und Organe (Staatsanwaltschaften, Polizei) unterhält, die erfolgte Übergriffe ahnden und sühnen. Sonstiger gesetzlicher Konkretisierungen bedarf es nicht, zumal Art. 1 Abs. 1 Satz 2 direkt anwendbar ist.

##### Leistungsrecht
Das Bundesverfassungsgericht verbindet Art. 1 mit Art. 20 GG (Sozialstaatsprinzip), um „die Verpflichtung des Staates herzuleiten, jenes Existenzminimum zu gewähren, das ein menschenwürdiges Dasein überhaupt erst ausmacht“. Dieses Gewährleistungsrecht bedürfe der Konkretisierung und Aktualisierung durch den Gesetzgeber, dem dabei ein Gestaltungsspielraum zustehe.

#### Grundrechtsträger
Grundrechtsträger sind alle natürlichen Personen. Juristischen Personen steht der Schutz des Art. 1 Abs. 1 nicht zu, ebenso wenig einer Gruppe von Menschen. Der Menschenwürdeschutz des Individuums beginnt nach herrschender Meinung schon vor der Geburt – ob schon mit der Befruchtung der Eizelle oder erst mit der vollständigen Einnistung (Nidation) in der Gebärmutter, ist auch hiernach allerdings umstritten. Das Bundesverfassungsgericht anerkannte jedenfalls den objektiv-rechtlichen Schutz ab der Nidation; es hat indessen offen gelassen, ob er schon früher beginnt. Grundrechtlich endet die Menschenwürde mit dem Ableben des Menschen. Art. 1 GG gilt im Sinne einer Nachwirkung nach herrschender Meinung auch für das Andenken und den Ruf des Toten (Mephisto-Entscheidung). Auch nach dem Tod verliert man also nicht den persönlichen Achtungsanspruch (vgl. Störung der Totenruhe und postmortales Persönlichkeitsrecht).

#### Grundrechtliche Konflikte
Das Bundesverfassungsgericht schreibt in einer Entscheidung: „Menschenwürde als Wurzel aller Grundrechte ist mit keinem Einzelgrundrecht abwägungsfähig“.
So besteht nach herrschender Meinung keine verfassungsrechtliche Rechtfertigung für Eingriffe in das Achtungsgebot.
Für die Schutzpflicht ist die Lage im Hinblick auf die Absolutheit jedoch komplizierter. Teilweise wird darauf verwiesen, dass die staatliche Erfüllung der Schutzpflicht unter dem Vorbehalt des Möglichen stehe, oder auf Gestaltungsspielräume des Gesetzgebers. Bei Konflikten der Schutzpflicht mit dem Achtungsgebot für die Menschenwürde (wie im Fall der sogenannten Rettungsfolter) soll die Schutzpflicht nach überwiegender Meinung im Ergebnis zurücktreten.

### Italien
Art. 41 der italienischen Verfassung lautet:

„Die privatwirtschaftliche Betätigung ist frei. Sie darf nicht im Widerspruch zum Allgemeinwohl stehen oder eine Beeinträchtigung der Sicherheit, der Freiheit oder der Menschenwürde des einzelnen mit sich bringen. Zwecks Ausrichtung und Abstimmung der öffentlichen und privaten Wirtschaftstätigkeit auf soziale Ziele werden im Wege von Gesetzen geeignete Wirtschaftspläne und Maßnahmen der Wirtschaftskontrolle festgelegt.“

### Schweiz
Art. 7 der Bundesverfassung der Schweizerischen Eidgenossenschaft:

„Die Würde des Menschen ist zu achten und zu schützen.“

Vorschriften bezgl. Schutz der Menschenwürde sind zudem noch in den Art. 118b (Forschung am Menschen) und Art. 119 (Fortpflanzungs-Medizin und Gentechnologie im Humanbereich) der BV zu finden.

### Republik Südafrika
Section 10. (Human dignity) der Verfassung der Republik Südafrika gibt jedermann das Recht auf Achtung und Schutz seiner Menschenwürde:

“Everyone has inherent dignity and the right to have their dignity respected and protected.”

## Internationales Recht

### Allgemeine Erklärung der Menschenrechte vom 10. Dezember 1948
Die UN-Generalversammlung verkündet am 10. Dezember 1948 in der Allgemeinen Erklärung der Menschenrechte in Artikel 1:

„Alle Menschen sind frei und gleich an Würde und Rechten geboren. Sie sind mit Vernunft und Gewissen begabt und sollen einander im Geiste der Brüderlichkeit begegnen.“

### Europäische Grundrechtecharta von 2009
Die Sätze zwei bis vier der Präambel der Grundrechtecharta der Europäischen Union von 2009 lauten:

„In dem Bewusstsein ihres geistig–religiösen und sittlichen Erbes gründet sich die Union auf die unteilbaren und universellen Werte der Würde des Menschen, der Freiheit, der Gleichheit und der Solidarität. Sie beruht auf den Grundsätzen der Demokratie und der Rechtsstaatlichkeit. Sie stellt die Person in den Mittelpunkt ihres Handelns, indem sie die Unionsbürgerschaft und einen Raum der Freiheit, der Sicherheit und des Rechts begründet.“

### Einführungen
- Dietmar von der Pfordten: Menschenwürde (= C.H. Beck Wissen). Beck, München 2016, ISBN 978-3-406-68837-9.
- Peter Schaber: Menschenwürde (= Grundwissen Philosophie). Reclam, Ditzingen 2012, ISBN 978-3-15-020338-5.
- Paul Tiedemann: Was ist Menschenwürde? Eine Einführung. Wissenschaftliche Buchgesellschaft, Darmstadt 2006, ISBN 3-534-18254-5.

### Recht
- Manfred Baldus: Kämpfe um die Menschenwürde – Die Debatten seit 1949, Suhrkamp, Frankfurt am Main 2016, ISBN 978-3-518-29799-5.
- Christine Baumbach, Peter Kunzmann (Hrsg.): Würde – dignité – godność – dignity. Die Menschenwürde im internationalen Vergleich (= Ta ethika 11). Herbert Utz Verlag, München 2010, ISBN 978-3-8316-0939-0.
- Christopher McCrudden (Hrsg.): Understanding Human Dignity (= Proceedings of the British Academy). Oxford University Press, 2013, ISBN 978-0-19-726564-2 (782 S.).
- Matthias Mahlmann: Human Dignity and Autonomy in Modern Constitutional Orders. In: Michel Rosenfeld, András Sajó (Hrsg.): The Oxford Handbook of Comparative Constitutional Law. Oxford University Press, 2012, S. 370–396.
- Torben Bührer: Das Menschenwürdekonzept der Europäischen Menschenrechtskonvention (= Schriften zum Europäischen Recht, Band 190), Duncker & Humblot, Berlin 2020, ISBN 978-3-428-15611-5.
- Rolf Gröschner, Oliver W. Lembcke (Hrsg.): Das Dogma der Unantastbarkeit. Eine Auseinandersetzung mit dem Absolutheitsanspruch der Würde (= Politika 2). Mohr Siebeck, Tübingen 2009, ISBN 978-3-16-150019-0.
- Pascal Ronc: Die Menschenwürde als Prinzip der EMRK (= Schriften zum Europäischen Recht, Band 195), Duncker & Humblot, Berlin 2020, ISBN 978-3-428-15934-5.
- Markus Rothhaar: Die Menschenwürde als Prinzip des Rechts. Eine rechtsphilosophische Rekonstruktion. Mohr Siebeck, Tübingen 2015, ISBN 978-3-16-153558-1.
- Philipp Wallau: Die Menschenwürde in der Grundrechtsordnung der Europäischen Union (= Bonner rechtswissenschaftliche Abhandlungen, NF 4). Bonn University Press u. a., Bonn [u. a.] 2010, ISBN 978-3-89971-785-3.

### Philosophie und Theologie
- Franz J. Wetz (Hrsg.): Texte zur Menschenwürde. Reclam, Ditzingen 2011, ISBN 978-3-15-018907-8.
- Franz J. Wetz: Illusion Menschenwürde – Aufstieg und Fall eines Grundwertes. Klett-Cotta, 2005, ISBN 3-608-94122-3.
- Heiner Bielefeldt: Auslaufmodell Menschenwürde? Warum sie in Frage steht und warum wir sie verteidigen müssen. Herder Verlag, Freiburg im Breisgau 2011, ISBN 978-3-451-32508-3.
- Wilfried Härle, Reiner Preul (Hrsg.): Menschenwürde (= Marburger Jahrbuch Theologie 17 = Marburger theologische Studien 89). Elwert, Marburg 2005, ISBN 3-7708-1279-4.
- Klaus Krämer, Klaus Vellguth (Hrsg.): Menschenwürde. Diskurse zur Universalität und Unveräußerlichkeit (= ThEW 8). Verlag Herder, Freiburg 2016.
- Peter Schaber: Instrumentalisierung und Würde. Mentis, Paderborn 2010, ISBN 978-3-89785-711-7.
- Michael Spieker: Konkrete Menschenwürde. Über Idee, Schutz und Bildung menschlicher Würde. Wochenschau Verlag, Schwalbach/Ts. 2012, ISBN 978-3-89974-816-1.
- Achim Lohmar: Falsches moralisches Bewusstsein. Eine Kritik der Idee der Menschenwürde. Felix Meiner, Hamburg 2017, ISBN 978-3-7873-3145-1.
- Axel Montenbruck: Menschenwürde-Idee und Liberalismus – zwei westliche Glaubensrichtungen. 3. Auflage 2016, ISBN 978-3-946234-56-2. (online auf der Website der Universitätsbibliothek der Freien Universität Berlin)